# Arquebisbat de Friburg
L'arquebisbat de Friburg —Erzbistum Freiburg  (alemany); Archidioecesis Friburgensis (llatí)— és un bisbat metropolità de l'Església catòlica. El seu territori es troba al land de Baden-Württemberg. El 2013 tenia 1.953.041 batejats d'un total de 4.735.9700 habitants. Actualment està regit per l'arquebisbe Stephan Burger.

## Territori

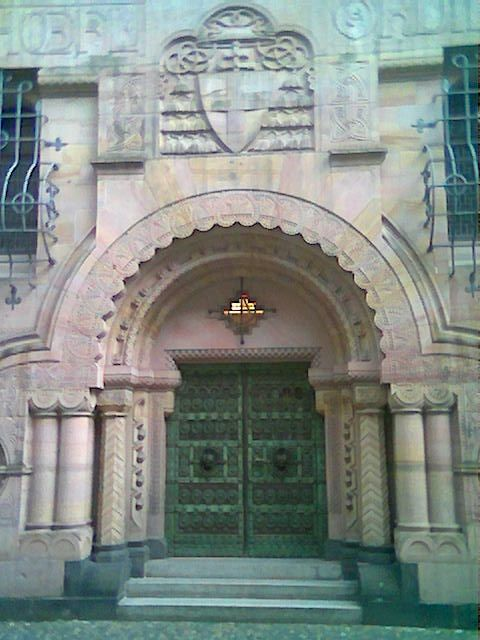
Entrada del palau arxiepiscopal

L'arxidiòcesi comprèn la part occidental del land de Baden-Württemberg. La seu arxiepiscopal és la ciutat de Friburg de Brisgòvia, on es troba la catedral de Nostra Senyora. El territori està dividit en 26 arxiprestats i 1.070 parròquies.

### Organització diocesana
L'arxidiòcesi està dividida en 7 regions, cadascuna d'elles organitzada en diversos arxiprestats:
- Regió d'Odenwald / Tauber
  - Arxiprestat de Tauberbischofsheim
  - Arxiprestat de Lauda
  - Arxiprestat de Buchen
  - Arxiprestat de Mosbach
- Regió de Rin / Neckar
  - Arxiprestat de Weinheim
  - Arxiprestat de Mannheim
  - Arxiprestat de Heidelberg
  - Arxiprestat de Wiesloch
  - Arxiprestat de Kraichgau
- Regió de Middle Oberrhein / Pforzheim
  - Arxiprestat de Philippsburg
  - Arxiprestat de Bruchsal
  - Arxiprestat de Bretten
  - Arxiprestat de Karlsruhe
  - Arxiprestat de Pforzheim
  - Arxiprestat de Ettlingen
  - Arxiprestat de Murgtal
  - Arxiprestat de Baden-Baden
- Regió d'Ortenau
  - Arxiprestat d'Offenburg
  - Arxiprestat d'Acher-Renchtal
  - Arxiprestat de Lahr
  - Arxiprestat de Kinzigtal
- Regió de Breisgau / Schwarzwald / Baar
  - Arxiprestat de Breisach / Endingen
  - Arxiprestat de Waldkirch
  - Arxiprestat de Freiburg
  - Arxiprestat de Neuenbürg
  - Arxiprestat de Neustadt
  - Arxiprestat de Villingen
  - Arxiprestat de Donaueschingen
- Regió de Hochrhein
  - Arxiprestat de Wiesental
  - Arxiprestat de Waldshut
  - Arxiprestat de Säckingen
  - Arxiprestat de Wutachtal
- Regió del llac de Constança / Hohenzollern
  - Arxiprestat de Western Hegau
  - Arxiprestat de Hegau Oriental
  - Arxiprestat de Konstanz
  - Arxiprestat de Linzgau
  - Arxiprestat de Meßkirch
  - Arxiprestat de Sigmaringen
  - Arxiprestat de Zollern

## Escoles i seminari
A través de la seva fundació acadèmica l'arxidiòcesi administra disset escoles secundàries completes (Gymnasien), sis escoles secundàries (Realschulen), una escola primària, una escola tècnica per a la cura d'ancians, una escola de formació professional, i dos internats.
L'arxidiòcesi manté un seminari sacerdotal a Friburg, el Collegium Borromaeum (CB), on els candidats al sacerdoci viuen durant els seus estudis de teologia a la Universitat de Friburg Albert Ludwig. El CB es troba a proper de la catedral de Friburg i l'ordinariat de l'arquebisbe. L'arquebisbe Robert Zollitsch va ser, entre altres coses, un repetitor (tutor) al CB durant diversos anys. La formació pastoral es desenvolupa a un seminari a Sant Pere, on Robert Zollitsch igualment va fer de professor.

## Història
L'arxidiòcesi va ser erigida el 16 d'agost de 1821, en virtut de la butlla Provida solersque del Papa Pius VII, a partir de territori del bisbat de Costança, que havia estat suprimit, així com de porcions dels bisbats de Spira, de Magúncia, d'Estrasburg, de Worms (suprimida) i de Würzburg. Originàriament la jurisdicció metropolitana s'estenia, a més de les diòcesis de Magúncia i Rottenburg, a les de Fulda i Limburg.
El capítol gaudia del dret tradicional d'enviar a la Santa Seu una terna de tres noms per a l'elecció del nou bisbe. Des de 1935 l'arquebisbe Conrad Gröber va ser un ferotge opositor del nacionalsocialisme: disset preveres diocesans va ser deportats als camps de concertació, on deu dels quals van trobar la mort. Des de l'1 de gener de 2008 l'arxidiòcesi adoptà una subdivisió en 26 arxiprestats L'arxidiòcesi va rebre la visita del papa Benet XVI el 24 i el 25 de setembre de 2011.

## Episcopologi
- Sede vacante (1821-1827)

- Bernhard Boll, O.Cist. † (21 de maig de 1827 - 6 de març de 1836 mort)
- Ignatz Anton Demeter † (21 de novembre de 1836 - 21 de març de 1842 mort)
- Hermann von Vicari † (30 de gener de 1843 - 14 d'abril de 1868 mort)
  - Sede vacante (1868-1882)
- Johann Baptist Orbin † (12 de maig de 1882 - 8 d'abril de 1886 mort)
- Johannes Christian Roos † (27 de juliol de 1886 - 22 d'octubre de 1896 mort)
- Georg Ignatz Komp † (24 de març de 1898 - 11 de maig de 1898 mort)
- Thomas Nörber † (5 de setembre de 1898 - 27 de juliol de 1920 mort)
- Karl Fritz † (12 d'octubre de 1920 - 7 de desembre de 1931 mort)
- Conrad Gröber † (21 de maig de 1932 - 14 de febrer de 1948 mort)
- Wendelin Rauch † (27 d'agost de 1948 - 28 d'abril de 1954 mort)
- Eugen Viktor Paul Seiterich † (7 d'agost de 1954 - 3 de març de 1958 mort)
- Hermann Josef Schäufele † (14 de juny de 1958 - 26 de juny de 1977 mort)
- Oskar Saier † (15 de març de 1978 - 1 de juliol de 2002 renuncià)
- Robert Zollitsch (16 de juny de 2003 - 17 de setembre de 2013 jubilat)
- Stephan Burger, des del 30 de maig de 2014

## Demografia
A finals del 2013, la diòcesi tenia 1.953.041 batejats sobre una població de 4.735.970 persones, equivalent al 41,2% del total.
| any  | població  | població  | població | sacerdots | sacerdots       | sacerdots       | sacerdots             | diaques | religiosos | religiosos | parroquies |
| ---- | --------- | --------- | -------- | --------- | --------------- | --------------- | --------------------- | ------- | ---------- | ---------- | ---------- |
| any  | batejats  | total     | %        | total     | clergat secular | clergat regular | batejats por sacerdot | diaques | homes      | dones      |            |
| 1950 | 1.710.233 | 2.605.420 | 65,6     | 1.969     | 1.538           | 431             | 868                   |         | 746        | 6.551      | 1.022      |
| 1970 | 2.292.550 | 4.952.862 | 46,3     | 1.355     | 1.109           | 246             | 1.691                 |         | 455        | 5.077      | 1.087      |
| 1980 | 2.344.864 | 4.000.000 | 58,6     | 1.753     | 1.393           | 360             | 1.337                 | 46      | 527        | 5.379      | 1.040      |
| 1990 | 2.256.888 | 4.100.000 | 55,0     | 1.644     | 1.318           | 326             | 1.372                 | 104     | 494        | 3.952      | 1.052      |
| 1999 | 2.160.650 | 4.540.000 | 47,6     | 1.432     | 1.150           | 282             | 1.508                 | 158     | 423        | 2.770      | 1.084      |
| 2000 | 2.148.067 | 4.530.000 | 47,4     | 1.368     | 1.124           | 244             | 1.570                 | 172     | 383        | 2.702      | 1.084      |
| 2001 | 2.132.269 | 4.700.000 | 45,4     | 1.325     | 1.091           | 234             | 1.609                 | 179     | 356        | 2.521      | 1.084      |
| 2002 | 2.124.834 | 4.600.000 | 46,2     | 1.325     | 1.071           | 254             | 1.603                 | 185     | 363        | 2.247      | 1.084      |
| 2003 | 2.114.702 | 4.600.000 | 46,0     | 1.277     | 1.066           | 211             | 1.655                 | 185     | 308        | 2.281      | 1.083      |
| 2006 | 2.088.512 | 4.850.000 | 43,1     | 1.216     | 1.005           | 211             | 1.717                 | 202     | 294        | 1.970      | 1.077      |
| 2013 | 1.953.041 | 4.735.970 | 41,2     | 1.007     | 900             | 107             | 1.939                 | 246     | 187        | 1.497      | 1.070      |